# NGC 1186
NGC 1186 este o galaxie spirală situată în constelația Perseu. A fost descoperită în 27 octombrie 1786 de către William Herschel. Se află la o distanță de 34,67 de megaparseci de Pământ.